# Церковь Святого Лаврентия (Любек)
Церковь Святого Лаврентия в Любеке (нем. St. Lorenz) — протестантская церковь в районе Занкт-Лоренц города Любек (Шлезвиг-Гольштейн), на улице Steinrader Weg; в момент основания, в 1669 году, являлась первой приходской церковью за пределами городских стен. Простой зальный храм был оформлен в стиле барокко. В связи с ростом численности прихожан, старое здание было снесено и на его месте было возведено новое неоготическое здание, проект которого был создан местным архитектором Густавом Шауманом — храм был открыт 6 мая 1900 года. В 1908 году внешний фасад был украшен статуей Христа высотой 2,20 м, созданной местным скульптором Гансом Швегерле. В 1939 году церковь была реконструирована; в 1999 году в храм был возвращён неоготический алтарь. Является памятником архитектуры.

## История и описание
Церковь Святого Лаврентия была построена в то же время, что и церковь Святого Матфея, расположенная несколькими улицами севернее. Новое здание также было оформлено в неоготическом стиле: кафедра и алтарь были изготовлены фирмой Густава Кунча (Gustav Kuntzsch) из Вернигероде. В 1939 году, во время правления немецко-христианского пастора Герхарда К. Шмидта, церковь была реконструирована: неоготическая кафедра была удалена, а алтарь был перенесён — в ходе реконструкции 1999 года алтарь Кунча был возвращён на старое место. Картина в стиле барокко, расположенная в галерее и изображающая жертвоприношение Исаака, в 2001 году была идентифицирована как произведение мастерской Якоба Йорданса, ученика Рубенса.